# غلامی (بهشهر)
غلامی، روستایی است از توابع بخش یانه‌سر شهرستان بهشهر در استان مازندران ایران.

## جمعیت
این روستا در دهستان عشرستاق قرار دارد و براساس سرشماری مرکز آمار ایران در سال ۱۳۸۵، جمعیت آن ۱۲۳ نفر (۴۰خانوار) بوده‌است. مردم این روستا از قومیت طبری هستند. مردم این روستا به زبان طبری (مازندرانی) سخن می‌گویند.